# Renault 15
Renault 15 eller R15 var en tredørs coupé, som Renault introducerede i 1971. Den forhjulstrukne bil på basis af Renault 12 var efterfølgeren for Renault Caravelle. Samtidig med R15 kom parallelmodellen Renault 17, som adskilte sig fra R15 gennem forlygternes form, den manglende B-søjle, en bredere C-søjle og motoren.
Det eneste sted R15 blev produceret var på fabrikken i Palencia under ledelse af Renault España. Modellen blev derudover også bygget hos Maubeuge Construction Automobile i Maubeuge.

## Historie
Renault 15 TL havde ligesom R12 en firecylindret rækkemotor på 1.289 cm³ og 40 kW/54 hk, hvilket gav bilen en topfart på 150 km/t. Forhjulene var enkelt ophængt på dobbelte tværlænker med skruefjedre og forsynet med hydrauliske teleskopstøddæmpere og stabilisator. Bilen havde skivebremser på forhjulene og tromlebremser på baghjulene.
Topmodellen Renault 15 TS havde en motor på 1.565 cm³ og en topfart på 170 km/t. Denne motor stammede fra Renault 16.
I efteråret 1974 fik modellerne TS og Automatic en større motor på 1.605 cm³.

### Facelift
I marts 1976 blev front- og hækpartiet på alle modelversioner modificeret med bredere forlygter. Derudover fik GTL bedre udstyr med bl.a. enkeltsæder foran.
I august 1979 indstillede Renault produktionen af R15. Efterfølgeren Renault Fuego kom på markedet i februar 1980.